# Protokol II

Signatáři protokolu II.

Protokol II, plným názvem Dodatkový protokol k Ženevským úmluvám z 12. srpna 1949 o ochraně obětí ozbrojených konfliktů nemajících mezinárodní charakter z roku 1977 je dodatkový protokol doplňující Ženevské úmluvy. Protokol definuje mezinárodní zákony, které usilují o ochranu obětí interních vnitrostátních ozbrojených konfliktů probíhajících uvnitř hranic jednoho státu. Rozsah těchto zákonů je více limitován než zbývající Ženevské úmluvy v důsledku svrchovaných práv a povinností národní vlád.
Ke květnu 2025 protokol ratifikovalo 170 státu s výjimkou USA, Izraele, Íránu, Pákistánu a Iráku. Spojené státy, Írán a Pákistán však protokol podepsali 12. prosince 1977 s úmyslem ho ratifikovat.
Podle zprávy mezinárodní komise Červeného kříže z roku 1997 jsou články obou protokolů uznány jako pravidla mezinárodního zvykového práva platnými pro všechny státy bez ohledu na to, zda je ratifikovaly.